# ETB Basque
ETB Basque est une chaîne de télévision basque à rayonnement internationale.
Lancée en 1996 sous le nom ETB Sat (qu'elle conserve jusqu'en 2021), elle appartient au groupe Euskal Irrati Telebista.

## Présentation
Destinée en priorité aux membres de la diaspora, elle reprend une sélection de programmes issus des deux principales chaînes du groupe, ETB 1 (en basque) et ETB 2 (en espagnol). Elle est diffusée sur certains réseaux câblés ou ADSL ainsi qu'en streaming sur internet, gratuitement sur le site d'ETB et sur sa chaîne YouTube.
Média généraliste, elle diffuse des informations locales, des variétés, des dessins animés, du sport et des documentaires. Elle reprend également les journaux télévisés et retransmet en direct certains grands événements (fêtes de San Fermín par exemple).

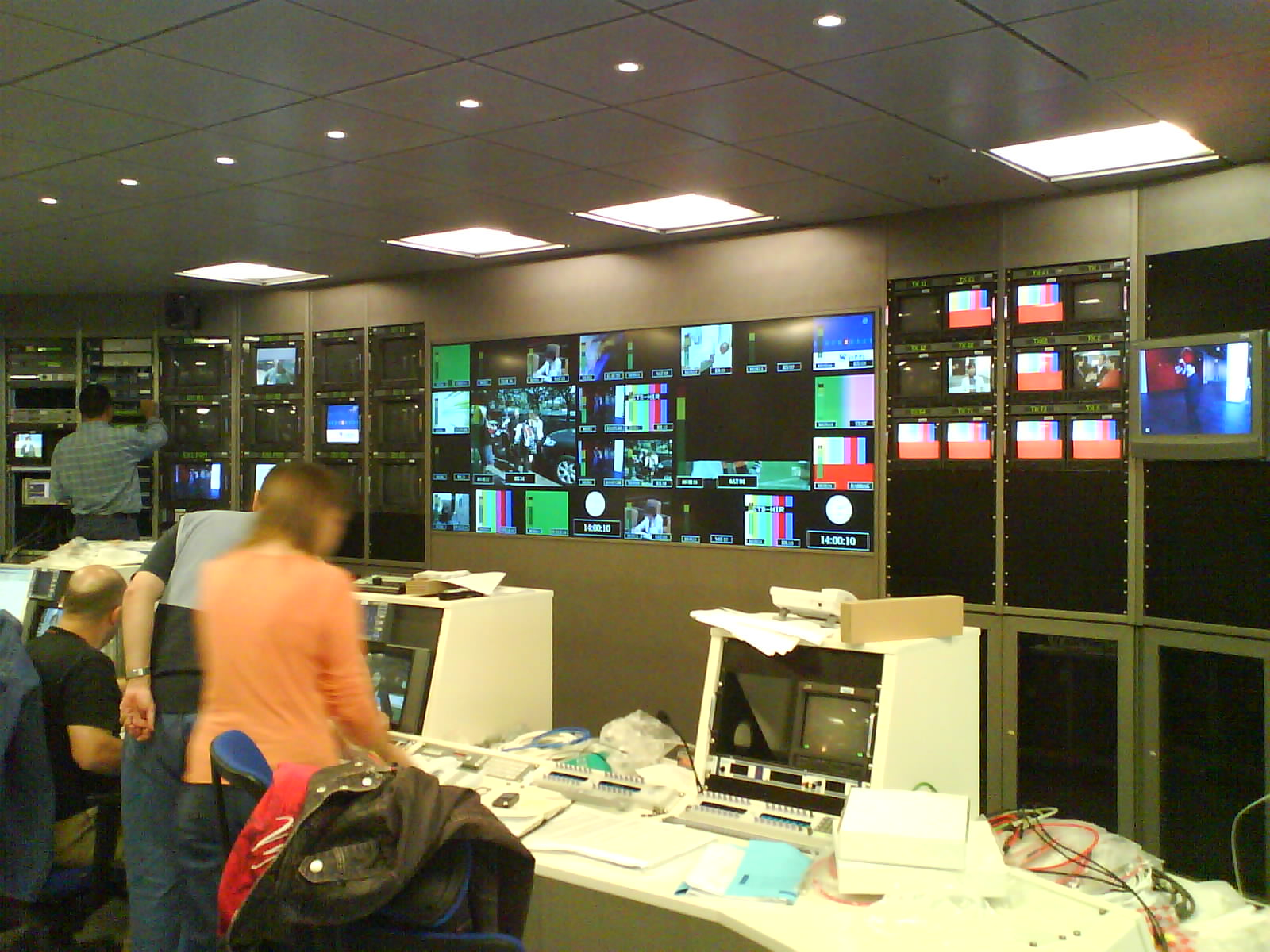
Régie centrale des chaînes du groupe EITB à Bilbao

EITB Basque reprend certaines émissions de ETB 1 et/ou ETB 2 en direct. En semaine, les émissions quotidiennes commencent à 8 heures 30 avec la retransmission du programme « Egun on Euskadi » qui consiste en un mélange d'informations locales, de chroniques thématiques et de services. Les fins de matinées sont consacrées au sport (pelote basque notamment), aux documentaires ou aux émissions culturelles et/ou de divertissement. À 13 heures 30, la chaîne reprend en direct le programme informatif « Euskadi Directo ». Le soir à 19 heures 15, elle reprend également le programme « Navarra Directo ».

Les soirées sont consacrées au divertissement, à la culture ou au sport. EITB Basque reprend ainsi le programme humoristique « Vaya Semanita » après le journal télévisé (Teleberri) du soir. En fonction des événements politiques ou culturels, ou en cas de situation exceptionnelle, des émissions spéciales peuvent venir interrompre les émissions régulières. En raison de limitations de droits de diffusion, la chaîne ne diffuse en revanche ni films, ni séries (en dehors des propres productions du groupe), ni compétitions sportives internationales.

Logo de ETB Sat jusqu'en 2021.

### Sources
- (es) Cet article est partiellement ou en totalité issu de l’article de Wikipédia en espagnol intitulé « EITB Basque » (voir la liste des auteurs).